# یون جی-هه
یون جی-هه (کره‌ای: 윤지혜؛ زادهٔ ۱۰ نوامبر ۱۹۷۹) بازیگر اهل کره جنوبی است. او حرفهٔ بازیگری خو را در سال ۱۹۹۸ در فیلم ترسناک کریدورهای نجوا آغاز کرد. از آن زمان او در فیلم‌هایی همچون تغییرات ممکن (۲۰۰۴) و مجموعه تلویزیونی هرچه بادا باد (۲۰۰۷) حضور پیدا کرده‌است.
او در مجموعه‌های تلویزیونی قمارباز سلطنتی و همچو پروانه ایفای نقش کرده‌است.